# 恵泉女学園園芸短期大学
恵泉女学園園芸短期大学（けいせんじょがくえんえんげいたんきだいがく、英語: Keisen College of Horticulture）は、神奈川県伊勢原市三ノ宮1436に本部を置いていた日本の私立大学である。1950年に設置され、2005年に廃止された。大学の略称は恵泉短大。

## 概要

### 大学全体
- 神奈川県伊勢原市に所在した日本の私立短期大学で、設置主体は学校法人恵泉女学園[注 4]。
- 国内で最初に認可された短期大学149校[注 5]の1校として、1950年に2学科体制で東京都世田谷区において開学した[4]。
- 2003年度の入学生を最後に[注釈 1]、2005年に短期大学としての使命を終える[注釈 2]。

### 建学の精神（校訓・理念・学是）
- 恵泉女学園短期大学園芸生活学科における建学の精神：「自然を愛し、大地に深く根を下ろして、着実に人間らしさを取り戻す心をもつ人になる」

### 教育および研究
- 恵泉女学園園芸短期大学（当初は恵泉女学園短期大学）は当初より女子短大では数少ない園芸に関する専門科目が設置されていた。
- キリスト教系の短大だけあって一般教育科目として｢宗教(聖書)｣科目があった。
- 外国語科目として、｢タイ語｣といった全国の短大でもユニークな科目があった。

### 学風および特色
- キリスト教の思想に基づいた教育が行われていた。創立者は河井道子である。
- 「プレーデー」やハローウィン・収穫感謝祭・クリスマス礼拝・河村道子記念礼拝などの特色ある行事が行われていた。
- 寮祭があり、｢ギシギシ祭｣と呼ばれていた。
- 園芸生活学科では、全寮制による少人数教育が行われていた。
- かつて設置されていた英文学科では、東京都私立短期大学協会主催のスピーチコンテストで優勝した実績がある[7]。

## 沿革
- 1929年
  - 高等女学校が創設される。
- 1934年
  - 2年制の高等部を併設。
- 1945年
  - 専門学校を創設。
- 1949年
  - 10月 文部省[注釈 3]に短期大学[注 6]の設置認可に関する申請を行う[注 7]。なお、学科・専攻は以下の通りとなっている[注 8]。
    - 英文科 入学定員50名
    - 園芸科 入学定員30名
- 1950年
  - 3月14日 左記を以て短期大学の設置が文部省[注釈 3]より認可される[注 9]。
  - 4月1日 左記を以て恵泉女子学園短期大学（けいせんじょがくえんたんきだいがく、英語：Keisen Junior College[17]）が以下の学科体制にて開学[注 10]。
    - 英文科 入学定員50名
    - 園芸科 入学定員30名
- 1951年
  - 3月1日 学校法人が成立する[20]。
  - 4月1日 恵泉女学園短期大学と改称されている[21]。
- 1954年
  - 5月1日 学生数[22]/定員
    - 英文科 101[注釈 4]/100
    - 園芸科 43[注釈 4]/60
- 1959年
  - 4月1日 英文科の入学定員を50→100に増員[注 11]。
  - 5月1日 学生数[25]/定員
    - 英文科 169[注釈 4]/150
    - 園芸科 78[注釈 4]/60
- 1960年
  - 5月1日 学生数[26]/定員
    - 英文科 200[注釈 4]/200
    - 園芸科 95[注釈 4]/60
- 1961年
  - 4月1日 園芸科の入学定員を30→50に増員[27]。
  - 5月1日 学生数[28]/定員
    - 英文科 203[注釈 4]/200
    - 園芸科 107[注釈 4]/80
- 1962年
  - 4月1日 園芸科を園芸生活科に改称[29]。
  - 5月1日 学生数[30]/定員
    - 英文科 203[注釈 4]/200
    - 園芸生活科 108[注釈 4]/100
- 1965年
  - 4月1日 英文科の入学定員を100→150に増員[注 12]。
  - 5月1日 学生数[34]/定員
    - 英文科 254[注釈 4]/250
    - 園芸生活科 119[注釈 4]/100
- 1966年
  - 4月1日 園芸生活科の入学定員を50→100に増員[注 13]。
  - 5月1日 学生数[37]/定員
    - 英文科 315[注釈 4]/300
    - 園芸生活科 171[注釈 4]/150
- 1967年
  - 5月1日 学生数[38]/定員
    - 英文科 322[注釈 4]/300
    - 園芸生活科 216[注釈 4]/200
- 1970年
  - 4月1日 英文科が英文学科に改称される[注 14]。
  - 5月1日 学生数[41]/定員
    - 英文学科 322[注釈 4]/300
    - 園芸生活科 198[注釈 4]/200
- 1973年
  - 4月1日 園芸生活科を園芸生活学科に改称[注 15]。
  - 5月1日 学生数[44]/定員
    - 英文学科 327[注釈 4]/300
    - 園芸生活学科 195[注釈 4]/200
- 1976年
  - 2月12日 専攻科の設置が認められ、以下の課程を設ける[注 16]。
    - 園芸学専攻 入学定員15名
- 1985年
  - 5月1日 学生数[47]/定員
    - 英文学科 366[注釈 4]/300
    - 園芸生活学科 203[注釈 4]/200
- 1986年
  - 4月1日 英文学科の入学定員を150→300に増員[注 17]。
  - 5月1日 学生数[53]/定員
    - 英文学科 497[注釈 4]/450
    - 園芸生活学科 209[注釈 4]/200
- 1987年
  - 5月1日 学生数[54]/定員
    - 英文学科 707[注釈 4]/600
    - 園芸生活学科 211[注釈 4]/200
- 1992年
  - 5月1日 学生数[注 18]/定員
    - 英文学科 686[注釈 4]/600
    - 園芸生活学科 210[注釈 4]/200
- 1997年
  - 4月1日 以下の学科については、この年度で学生募集を最終とする[注 19]。
    - 英文学科[注 20]

  - 5月1日 学生数[60]/定員
    - 英文学科 627[注釈 4]/600
    - 園芸生活学科 211[注釈 4]/200
- 1998年
  - 5月1日 学生数[61]/定員
    - 英文学科 322[注釈 4]/300
    - 園芸生活学科 196[注釈 4]/200
- 1999年
  - 5月1日 学生数[62]/定員
    - 園芸生活学科 207[注釈 4]/200
- 2001年
  - 4月1日 恵泉女学園園芸短期大学（けいせんじょがくえんげいたんきだいがく）と改称[注 21]。
- 2003年
  - 4月1日 この年度で短期大学としての学生募集を最終とする[注釈 1]。
- 2005年
  - 12月1日 左記をもって正式に廃止となる[注釈 2]。

## 基礎データ

### 所在地
- 伊勢原キャンパス（神奈川県伊勢原市三ノ宮1436）
  - 園芸生活学科および専攻科
- 多摩キャンパス（東京都多摩市南野2-10-1）
  -     - 英文学科

### 象徴
- 恵泉女学園園芸短期大学のカレッジマークは右記資料にあり[注 22]

## 教育および研究

### 組織

#### 学科
- 英文科 入学定員300名[注 23]
- 園芸生活科 入学定員100名[注 24]

#### 専攻科
- 園芸学専攻[注 25]。

#### 別科
- なし

#### 取得資格について
- 中学校教諭二種免許状[注 26]
  - 英語：英文科[注 27]
  - 職業：園芸生活学科[74]
- 当初は中学校教諭ほか教職課程として高等学校教諭免許状を併設[75]
  - 英語：英文科
  - 農業：園芸生活学科

### 研究
- 『恵泉女学園短期大学英文学科50周年記念論集』[76]
- 『研究紀要』[77]
- 『札幌農学校のキリスト者』[78]
- 『研究紀要』[79]

## 大学関係者と組織

### 大学関係者一覧
歴代学長
- 清水二郎
- 秋田稔

#### 出身者
【英文科関連】
- 生稲晃子（タレント。1989年英文科卒業。）
- 国分佐智子（女優・モデル 1999年英文科卒業。）

## 施設

### 伊勢原キャンパス
- 使用学科：園芸生活学科
- 使用専攻科：園芸学専攻
- 使用附属施設：なし

### 多摩キャンパス
- 使用学科：英語学科
- 使用専攻科：なし
- 使用附属施設：なし

### 寮
- 学風および特色の欄にもあるように、園芸生活学科の学生は全寮制が原則となっていた。

## 対外関係

### 他大学との協定

#### アメリカ
- アーカンソー州立大学

#### イギリス
- ブルックビー カレッジ

### 系列校
- 恵泉女学園大学

## 卒業後の進路について

### 就職について
- 北興化学工業・風雅舎・千葉花壇・(旧)三菱化学・三菱電機・三菱東京UFJ銀行・みずほ銀行・住友不動産販売・東京電力・ジェイアール東海ツアーズ・花の企画社・京成バラ園・東京ランドスケープ研究所・日比谷花壇・堂ヶ島洋らんセンター・サカタのタネ・タキイ種苗・ゴトウフローリスト・むろたに園芸研究所などに就職した実績がある。

### 編入学・進学実績について
- 英文科：恵泉女学園大学ほか玉川学園女子短期大学専攻科などへの進学実績がある。
- 園芸生活学科：恵泉女学園短期大学専攻科ほか新潟大学・静岡大学・三重大学・香川大学・佐賀大学・酪農学園大学などがある[80]。

### その他研修等
- ベルギーカルムタウト樹木園
- 英国王立園芸協会
- ウィズレーガーデン
- ノースウェスタン・ガレッジ

## 関連サイト
- 恵泉女学園短期大学